# Mollie Lindblom-Levy
Mollie Kay Beatrice Lindblom-Levy, född 6 augusti 2006 och bosatt i Malmö, är en svensk skådespelare.
Lindblom-Levy har bland annat medverkat i SVT-produktionerna Up4Noise och Bara sex. I Up4Noise spelade hon en av huvudkaraktärerna, Nea. I Bara sex spelade hon huvudrollen, 16-åriga Miriam, som tröttnat på att vara oskuld.

## Filmografi (i urval)
- 2020–2022 – Up4Noise (TV-serie)
- 2024 – Bara sex (TV-serie)